# Fauler See (Berlin-Tiergarten)
Der Faule See ist ein künstlich angelegter See im Berliner Bezirk Mitte.

## Beschreibung
Der See liegt im Ortsteil Tiergarten, mitten in der Parkanlage des Großen Tiergartens. Er ist ein künstliches Gewässer und wird durch die Zuleitung von Spreewasser gebildet. Der Faule See gehört zu einer Reihe von Parkgewässern, die teilweise durch Gräben miteinander verbunden sind.